# Navestock
Navestock – wieś w Anglii, w hrabstwie Essex, w dystrykcie Brentwood. Leży 18 km na południowy zachód od miasta Chelmsford i 32 km na północny wschód od Londynu. Miejscowość liczy 510 mieszkańców.